# 빅터 프랑켄슈타인 (영화)
《빅터 프랑켄슈타인》(영어: Victor Frankenstein)는 2015년 공개된 미국의 공포 영화이다. 메리 셸리의 SF 소설 《프랑켄슈타인》을 모티브로, 폴 맥귀건이 연출하고 맥스 랜디스가 각본을 썼다. 제임스 매커보이가 주인공 빅터 프랑켄슈타인을 연기한다.

## 출연
- 제임스 매커보이 - 빅터 프랑켄슈타인 역
- 대니얼 래드클리프 - 이고르 역
- 제시카 브라운 핀들리 - 로렐라이 역
- 앤드루 스콧 - 로더릭 터핀 역
- 마크 게이티스 - 데트와일러 역
- 캘럼 터너 - 앨리스테어 역
- 대니얼 메이스 - 바너비 역